# La Planète Shayol
La Planète Shayol (titre original : A Planet Named Shayol) est une nouvelle de science-fiction de Cordwainer Smith, faisant partie du cycle Les Seigneurs de l'instrumentalité. Elle est publiée pour la première fois dans le numéro d'octobre 1961 du magazine Galaxy Science Fiction et sa première version française, due à Michel Demuth, paraît initialement dans la revue Galaxie (no 12 en avril 1965).
Un homme convaincu de crimes contre l'Empire est condamné à être envoyé sur la planète Shayol, un nom dérivé de Sheol (l'au-delà hébraïque), où les condamnés qui y sont déportés voient leur corps transformé en banque d'organes. Ces pratiques prennent fin lorsque B'dikkat, gardien de Shayol, dénonce l'envoi d'enfants décérébrés sur la planète.

## Résumé
Mercer, convaincu d'un crime innommable, est condamné à être déporté sur la planète Shayol. Il est d'abord conduit sur un satellite en orbite autour de la planète mais, alors qu'il s'attend à ce que son châtiment commence, il y est traité comme un patient dans un hôpital. À l'issue d'opérations médicales destinées à permettre à son corps de survivre sur Shayol, Mercer est descendu au sol où il est accueilli par B'dikkat, un sous-homme dérivé d'un bovin qui prend soin des prisonniers sur la planète. Il ausculte Mercer pour s'assurer qu'il est prêt et le conduit au-dehors du bâtiment d'accueil. B'dikkat, pour sa part, ne sort jamais sans avoir revêtu une lourde combinaison protectrice.
Dès qu'il a fait un pas à l'extérieur, Mercer est atteint par ce qui semble être un éclair lumineux. Il s'évanouit sous l'effet d'une douleur intense. Ceci lui semble durer éternellement mais, quand il reprend connaissance, il se retrouve face aux autres prisonniers. Ils possèdent des organes surnuméraires, des membres, des yeux, des nez, et pour l'un d'eux une série de torses humains attachés l'un au bout de l'autre. 
Shayol est habitée par de petites créatures symbiotiques appelées dromozoaires qui tentent de venir en aide aux autres êtres vivants. Ils garnissent leur estomac de nourriture, extraient les déchets de leurs reins, mais provoquent aussi la croissance d'organes supplémentaires, même si ceux-ci sont inutiles. Les soins des dromozoaires sont également la cause de la douleur endurée par les résidents de Shayol. Sur le satellite, Mercer avait refusé qu'on lui retire le cerveau et les yeux, ainsi que cela lui avait été proposé. Il n'est pas le seul dans ce cas, mais il y a sur Shayol plusieurs corps décérébrés qui sont constamment enterrés dans le sable.
Le prisonniers reçoivent de la super-condamine (la « drogue ultime ») de la part de B'dikkat, ce qui soulage la douleur des attaques des dromozoaires. Il la leur administre lorsqu'il vient récolter les parties de corps humain qui ont poussé sur eux et qui sont ensuite utilisées en médecine dans l'Empire. La première personne à avoir foulé le sol de Shayol, le capitaine Alvarez, est là depuis si longtemps que les dromozoaires l'ont fait grandir au point qu'on ne voit plus de lui qu'un énorme pied, haut comme un immeuble de six étages. Mercer noue une relation avec Dame Da, impératrice douairière expédiée sur Shayol pour avoir participé à un coup d'état.
Les décennies passent, toutes semblables, et les habitants perdent toute notion du temps. Un beau jour, B'dikkat entraîne Mercer et Dame Da à l'intérieur du bâtiment ; là, ils découvrent des enfants lobotomisés qui viennent d'arriver et que B'dikkat, horrifié, refuse d'emmener dehors. Dame Da sait comment entrer en contact avec les Seigneurs de l'Instrumentalité et, très vite, ces gardiens de l'humanité arrivent sur Shayol. Ils sont choqués par ce qu'ils découvrent. Les enfants sont les héritiers du trône ; il semble que l'Empire soit devenu si dictatorial et corrompu qu'il les ait condamnés de peur qu'ils ne le trahissent une fois grands.
L'Instrumentalité décide de retirer à l'Empire le droit de poursuivre l'exploitation des corps sur Shayol. Tous les prisonniers dont l'esprit fonctionne encore refusent de quitter Shayol à cause de la super-condamine, mais ils accepteraient toutefois d'être envoyés sur une autre planète sans dromozoaires et où la drogue serait remplacée par des bonnets électroniques qui procurent un effet comparable. Ceux dont l'esprit a été détruit resteront sur Shayol et seront décapités. Leurs corps seront abandonnés aux dromozoaires. Pour finir, Dame Da demande Mercer en mariage.

## Personnages principaux
- Mercer : criminel condamné à la déportation sur Shayol ;
- Dame Da : Impératrice douairière déchue et déportée sur Shayol ;
- B'dikkat : sous-homme d'origine bovine, gardien de Shayol ;
- Dr Vomact : médecin sur le satellite orbitant autour de Shayol ;
- Dame Johanna Gnade : Seigneur de l'Instrumentalité.

## Commentaires et analyse
Shayol, le nom de la planète, est inspiré du terme hébraïque « Sheol » qui désignait le séjour des morts chez les premiers Hébreux. Cette nouvelle, qui laisse libre cours à l'imagination de Smith (utilisation de condamnés comme banques d'organes), a pour théâtre une planète qualifiée par la critique d'« aberration cauchemardesque » et qui s'apparente à l'univers de l'Enfer dans la Divine Comédie de Dante, ou aux tableaux de Jérôme Bosch. La souffrance physique endurée sur Shayol, même si elle est intense, n'est qu'une partie du châtiment infligé aux condamnés, au même titre que la souffrance psychique, la déportation et la mise à l'écart de la société.
Le choix par Smith du nom de certains de ses personnages est dicté par la volonté de mettre en avant l'un des traits de leur caractère ou de leur comportement. Ainsi, le nom de B'dikkat, qui soigne les détenus sur Shayol, vient du mot turc dikkat signifiant « soin » ou « attention ». À la fin de la nouvelle apparaît le personnage de Dame Johanna Gnade, seigneur des Instruments, pleine de bienveillance et de compassion face au spectacle qu'elle découvre sur Shayol ; en allemand, Gnade signifie « grâce », « pardon »,.
Comme dans d'autres de ses nouvelles, Smith y met en scène, au travers de B'dikkat, la catégorie des sous-hommes, à l'apparence humaine, mais esclaves des humains avec un statut social particulier. La présence de B'dikkat — version moderne du Minotaure — sur Shayol représente une exception, les autres sous-hommes, dans l’œuvre de Smith, se voyant refuser la possibilité de voyager hors de la Terre. Signe de cette condition sociale inférieure, la famille de B'dikkat est congelée sur Terre et c'est au bout de mille ans passés sur Shayol qu'il doit gagner leur liberté et la sienne.
La nouvelle aborde des thèmes d'actualité à la fin des années 1950 comme la dénonciation de la dérive dictatoriale des pouvoirs politiques ou le risque de perversion des recherches scientifiques et médicales. La nouvelle met également en avant l'héroïsme « ordinaire » du sous-homme B'dikkat, qui, par son acte de rébellion, permet que le sort de Shayol soit révélé et met ainsi un terme à ces crimes inhumains ; son attitude s'oppose à la lâcheté des dirigeants de l'Empire, qui ont sacrifié des enfants pour garantir leur pouvoir.

## Éditions en français
La nouvelle a fait l'objet de nombreuses éditions ou rééditions, dans des magazines ou des recueils, dont :
- « La Planète Shayol »  (trad. Michel Demuth, ill. Virgil Finlay), Galaxie, no 12,‎ avril 1965, p. 72-109 : édition originale en français.
- Histoires fantastiques de demain, éditions Casterman, collection Autres temps, autres mondes no 6, 1966 (réédition en 1969).
- « La Planète Shayol », dans Histoires galactiques  (trad. Michel Demuth), Hachette Livres, coll. « Le Livre de poche », 1975, 441 p. (ISBN 978-2-253-00881-1) : recueil de 12 nouvelles.
- Les Seigneurs de l'Instrumentalité : La Planète Shayol  (trad. de l'anglais par Michel Demuth révisée par Pierre-Paul Durastanti, ill. Manchu), vol. II, Paris, Gallimard, coll. « Folio SF », 2004, 560 p. (ISBN 2-07-042716-1).

## Pour en savoir plus